# Cécile Cerf
Pour les articles homonymes, voir Cerf (homonymie).
Cécile Cerf (née Cypora Salit le 12 janvier 1916 à Vilna, l’actuelle Vilnius, et morte le 29 décembre 1973 à Paris) est une résistante française.
Pendant la Seconde Guerre mondiale, Cécile Cerf joue un rôle très actif dans les groupes de la Main-d'œuvre immigrée (MOI) au sein du mouvement de Résistance des Francs-tireurs et partisans - Main-d'œuvre immigrée (FTP- MOI). Dans l’immédiat après-guerre, elle cofonde la Commission centrale de l’enfance (CCE) consacrée à la prise en charge des orphelins de la Shoah.

## Biographie

### Origines et jeunesse
Cécile Cerf naît à Vilna, alors en Russie, mais en 1920, la ville passe sous domination polonaise et devient Wilno jusqu’à la Deuxième Guerre mondiale. Elle prendra ensuite le nom de Vilnius. Wilno est un centre culturel juif majeur. Traditionalisme et modernisme, mysticisme et marxisme, sionisme et anti-sionisme s’y côtoient. C’est dans un climat de grande effervescence intellectuelle et artistique que Cécile Cerf fait des études tumultueuses. Fille aînée de Moshe Shalit, Cécile Cerf pratique plusieurs langues et, dès l’âge de 14 ans, sans crainte d’une répression sanglante, elle adhère à l’action révolutionnaire estudiantine contre la dictature militaire polonaise.
En 1932, Cécile Cerf poursuit sa scolarité à Paris. Après un bref passage au Lycée Victor-Duruy, elle abandonne ses études par conviction politique pour vivre concrètement la condition ouvrière. Elle épouse Marcel Cerf en 1934, devient française et s'oppose aux émeutiers du 6 février 1934.

### Résistante pendant la Seconde Guerre mondiale
Pendant le deuxième conflit mondial, son mari est prisonnier de guerre en Allemagne. Cécile Cerf élève seule un enfant en bas âge, né au début du conflit, mais dès 1942, elle entre dans la Résistance contre l’occupation nazie. En décembre 1942, elle s’engage dans les rangs des Francs-tireurs et partisans (FTPF), partie intégrante, plus tard, des FFI. De 1942 jusqu’à la Libération, Cécile Cerf sert la Résistance de façon continue et suivie avec des responsabilités croissantes et multiples sur le territoire français. Elle agit, d’abord, en tant qu’agent de liaison. Elle participe au sauvetage des enfants israélites, à la recherche de logements pour les combattants armés FTPF et à l’approvisionnement des groupes de combat. Elle se signale particulièrement par sa participation aux transports d’armes et de matériel qui permettent la réalisation de plusieurs actions, notamment celle du 17 janvier 1944 lors du déraillement d’un train de troupes ennemies près de Bellay.
En 1943, Cécile Cerf intègre la direction de l'organisation clandestine "Solidarité".
À partir d’août 1943 jusqu’à mai 1944, Cécile Cerf est recrutée en qualité de cadre FTP-MOI auprès de la Résistance, zone Nord. Elle est chargée de développer l’activité résistante parmi les femmes et ce, dans toutes les immigrations (polonaise, italienne, espagnole, etc). Pendant toute cette période, elle recrute de nombreuses femmes qui servent en tant qu’agents de liaison.
Fin 1943, elle installe une imprimerie clandestine à Châtenay-Malabry au domicile d’une autre résistante. Cette imprimerie, dont elle assure la direction, fonctionne jusqu’en mai 1944, éditant ou reproduisant de nombreux tracts et journaux clandestins du Front national (Résistance)- FTPF.
À partir de mai 1944, Cécile Cerf devient responsable FTP-MOI auprès de la Résistance, zone Nord, pour la mise en place des Milices patriotiques. Elle est chargée spécialement de la région parisienne et des départements de l’Yonne et de la Côte-d'Or.
Cécile Cerf assure ses missions à vélo, transportant particulièrement les stencils destinés à l’édition des tracts clandestins dans les départements qu’elle visite. Au cours de la même période, elle assure des missions en Saône-et-Loire, organisant la Résistance parmi les femmes sous forme d’aide aux maquis.

### Après-guerre
La guerre terminée, avec six autres résistants issus de l’Union des juifs pour la Résistance et l'Entraide (UJRE) associée au MNCR, Cécile Cerf cofonde la Commission Centrale de l’Enfance (CCE). Des maisons d’enfants et des foyers d’adolescents sont créés pour recevoir les orphelins rescapés du génocide. Pédagogues, éducateurs, directeurs, moniteurs sont formés pour les y accueillir. Cécile Cerf est la première administratrice du journal « Droit et Liberté ». Nommée secrétaire de rédaction du quotidien progressiste de langue Yiddish Naie Presse, son objectif est clair : préservation d’une langue et d’une culture et défense des libertés républicaines. Directrice de la librairie du Renouveau, elle convoque régulièrement des écrivains de toutes origines pour animer des rencontres avec les lecteurs.
Cécile Cerf organise à la Sorbonne, en 1959, une soirée en l’honneur de Cholem Aleikhem et un grand colloque à l’UNESCO à l’occasion de l’exposition consacrée au centenaire du grand écrivain de langue yiddish. Pour la Presse Nouvelle Hebdomadaire (PNH), Cécile Cerf traduit de nombreuses nouvelles d’écrivains classiques et modernes de langue yiddish, totalement ignorés du public français. Elle traduit également les textes poétiques yiddishs des mélodies populaires.
Cécile Cerf a œuvré pour le dialogue des cultures, pour une Algérie indépendante, contre la guerre en Indochine ou au Vietnam et pour la défense des opprimés, où qu'ils soient.
Une biographie de Cécile Cerf figure dans le dictionnaire Le Maitron.

## Publications
- Regards sur la littérature yidich[4], Ed. Académie d’Histoire, 1974 Étude de la langue yidich et traduction en français, par Cécile Cerf, de nouvelles d’écrivains de langue yidich
- Chants yiddish de Russie, Traduction des textes en français par Cécile Cerf. Ed. Le Chant du Monde.